# Andrés (obispo)
 Andrés (¿? - ¿? 1367) religioso castellano, obispo de Jaén
El pontificado de Andrés en la diócesis de Jaén fue en el periodo que estuvo el papado en Aviñón (1309-1378). Su predecesor Juan Lucronio pasó a la diócesis de Sigüenza en 1359. De hecho, nada más llegar a ella tiene que intervenir el propio Papa Inocencio VI contra el rey de Castilla Pedro el Cruel por unos bienes que le había confiscado. El cabildo de Jaén se reunió para elegir un nuevo obispo para la diócesis, pues el nombramiento no llegaba para la sede vacante que había quedado y la elección por parte del cabildo recayó sobre Andrés. Pero ya en los albores de 1360 llegó el nombramiento oficial para Alfonso Pecha, sin tener conocimiento Inocencio VI de la elección por parte de la diócesis. 
Esta dualidad de obispos se resolvió de una forma amistosa, y Andrés ejerció su cargo de obispo en la diócesis hasta 1367 que falleció, y entonces entró Alfonso a ocupar su puesto. El detonante de todo esto fue la falta de edad canónica de Alfonso para ser obispo.